# 山鹿城 (筑前国)
山鹿城（やまがじょう）は、福岡県遠賀郡芦屋町にあった日本の城（山城）。

## 概要
福岡県遠賀郡芦屋町の標高40mの丘陵上にあり、遠賀川河口部に位置する水運の要衝だった。城跡は北西・東南方向が主軸となっており、本丸と二の丸はそれぞれ60×20m、70×30mほどの広さだった。本丸南の急斜面の下にはかつて三の丸があり、現在は白山神社となっている。

## 歴史
天慶年間に鎮西奉行となった藤原秀郷の弟・藤原藤次により、築城された。藤次は姓を山鹿に改め、山鹿氏は当城を代々の居城とした。寿永2年（1183年）の平家の都落ちの際には、安徳天皇をはじめ平氏一門を山鹿秀遠が当地に迎えた。秀遠は平氏とともに敗れ、当城も鎌倉幕府に没収された。
鎌倉時代には宇都宮家政に山鹿氏の旧領が与えられ、以後は山鹿姓を名乗った。室町時代には庶流の麻生氏が花尾城で権勢を伸ばし、本家の山鹿氏も支配下に入った。やがて大内氏が北九州方面に進出すると、麻生氏とともに麾下に組み込まれた。戦国時代には麻生氏の出城となり、天正15年（1587年）の豊臣秀吉による九州征伐後は廃城となった。